# بی‌ان‌اس گماتی
بی‌ان‌اس گماتی (به انگلیسی: BNS Gomati) یک کشتی است که طول آن 59.5 meter می‌باشد. این کشتی در سال ۱۹۷۸ ساخته شد.